# 미탄면
미탄면(美灘面)은 대한민국 강원특별자치도 평창군의 면이다. 넓이는 109.74km2이고, 인구는 2016년 기준으로 1,733명이다.

## 개요
미탄면은 태백산맥과 차령산맥의 분기점에서 뻗어 내린 지맥이 산악 지대를 형성하고 연봉과 계곡으로 구획된 구릉지와 봉평의 여정산에서 발원한 구 평창강이 읍을 관통하여 강 언덕을 따라 평야 지대를 형성하였다.
고려 시대에는 "미설"로 불리다가 조선 말기에 "미창"으로 불리게 되었다. 1914년 일제 강정기 당시 행정 구역을 대대적으로 통폐합할 당시 행정단위 면이 되면서 "미탄"으로 개정하였다. 1974년 7월 1일 행정 구역의 조정에 의하여 창3리를 다시 분할하여, 1988년 말 창 1, 2, 3리를 비롯하여 율치리, 회동1리, 회동2리, 평안1리, 평안2리, 백운리, 한탄리, 기화리, 마하리, 수청리 등의 13개 리를 두고 있다.

## 법정리
- 창리(倉里)
- 율치리(栗峙里)
- 회동리(檜洞里)
- 평안리(平安里)
- 백운리(白雲里)
- 한탄리(寒灘里)
- 기화리(琪花里)
- 마하리(馬河里)
- 수청리(水靑里)

## 천연기념물
- 백룡동굴